# 105e division d'infanterie territoriale
Pour les articles homonymes, voir 105e division.
La 105e division d’infanterie territoriale est le nom d'une unité de l’Armée française lors de la Première Guerre mondiale.
Elle est constituée, par ordre du gouvernement de Belfort à partir du groupement Sud de Belfort. Elle porte successivement le nom de Groupement sud de la défense mobile de Belfort, du 14 octobre 1914 au 9 août 1915, puis 105e division territoriale.
Le 20 mars 1916, elle est dissoute et transformé en 133e division d'Infanterie.

## Les chefs de l'unité
- 14 octobre - 12 décembre 1914 : colonel Matuzynski[2]
- 12 décembre 1914 - 17 avril 1915 : général Château[2]
- 17 avril - 12 août 1915 : général Le Gros[2]

- 12 août 1915 - 28 février 1916 :  général Vigy[2]
- 28 février - 20 mars 1916 :  général Passaga[2]

## Composition au cours de la guerre
- Groupe 53/57 (un bataillon et l'état-major du 53e régiment d'infanterie territoriale et un bataillon du 57e régiment d'infanterie territoriale) en octobre 1914[3]

- 49e régiment d'infanterie territoriale de janvier 1915[4] à mars 1916[5]
- 50e régiment d'infanterie territoriale d'octobre 1914 à mars 1916[5]

- 98e régiment d'infanterie territoriale de marche d'octobre 1914 à mars 1916[5] (renommé 298e régiment en janvier 1916[6])
- 99e régiment d'infanterie territoriale d'octobre 1914 à mars 1916[5],[7]

- Artillerie[5] :
  - groupe territorial de canons de 95 du 5e régiment d'artillerie de campagne d'octobre 1914 à mars 1916
  - groupe territorial de 95 du 29e régiment d'artillerie de campagne d'octobre 1914 à mars 1916
  - 104e batterie de mortiers de 58 du 29e régiment d'artillerie de campagne de fin 1915 à mars 1916
- Cavalerie : escadron territorial du 17e régiment de dragons d'octobre 1914 à janvier 1916[5]
- Génie[5] :
  - Compagnie 28/4 du 28e bataillon du génie de décembre 1914[8] à mars 1916
  - Compagnie 28/54 du 28e bataillon du génie de décembre 1915[8] à mars 1916
  - Compagnie 12/25 du 6e régiment du génie de fin 1915 à mars 1916

De janvier 1915 à mars 1916, l'infanterie est répartie en deux brigades : brigade sud puis 209e brigade d'infanterie (à partir d'août 1915) avec les 49e et 50e RIT et brigade nord puis 210e brigade d'infanterie (à partir d'août 1915) avec les 98e et 99e RIT,,.

## Historique

### 1914 - 1915
15 octobre 1914 – 15 février 1916
Occupation et organisation défensive des lignes de la Largue, au nord de la frontière suisse:
30 novembre - 5 décembre, engagement vers les étangs du bois d'Hirtzbach.
25 et 26 décembre, combats au bois d'Hirtzbach.
27 janvier 1915, combats au bois de Carspach.
13 et 14 février 1916, coups de main allemands et contre attaques françaises.

### 1916
15 février – 20 mars
Retrait du front; repos et instruction vers Giromagny.
26 février - 3 mars: mouvement vers le front entre Delle et Saint Hippolyte (face à la frontière suisse), et travaux.
3 - 20 mars: regroupement.
20 mars : Transformation en 133e division d'infanterie

### Rattachements
Affectation organique: Isolée, d’août 1915 à mars 1916.
Ire Armée: 14 octobre - 8 décembre 1914
 VIIe Armée: 4 avril 1915 - 20 mars 1916

## Sources